# Nikolaj Drozdetski
Nikolaj Vladimirovitsj Drozdetski (Russisch: Николай Владимирович Дроздецкий) (Kolpino, 14 juni 1957 - Sint-Petersburg, 24 november 1995) was een Sovjet-Russisch ijshockeyer.
Drozdetski won tijdens de Olympische Winterspelen 1984 de gouden medaille met de Sovjetploeg
Drozdetski werd tweemaal wereldkampioen.